# Espresso (dal)
Az Espresso Sabrina Carpenter amerikai énekesnő kislemeze Short n’ Sweet című hatodik stúdióalbumáról. A dal 2024. április 11-én jelent meg az Island Records gondozásában. A dalt Amy Allennel, Steph Jonesszal és Julian Bunettával együtt írta, az utóbbi pedig a producer is volt. Egy nappal később jelent meg a Dave Meyers által rendezett videóklip. A megjelenés után Carpenter előadta a dalt a 2024-es Coachella Fesztiválon.
A dal a harmadik helyet érte el a Billboard Hot 100-on. Az Egyesült Államokon kívül az Espresso tizennyolc országban, köztük Ausztráliában, Belgiumban, Norvégiában, Törökországban és az Egyesült Királyságban is a slágerlisták élére került. Emellett az első tíz hely egyikét érte el Indonéziában, Franciaországban, Portugáliában, Németországban és még négy másik országban. A dallal Carpenter megszerezte első listavezető kislemezét a Billboard Global 200-on. 2024. augusztus 6-án elérte az egymilliárd streamet a Spotify-on, és ez lett az énekesnő első dala, amely ezt a mérföldkövet átlépte.[forrás?]

## Fordítás
Ez a szócikk részben vagy egészben  az   Espresso (song) című angol Wikipédia-szócikk ezen változatának fordításán alapul.  Az eredeti cikk szerkesztőit annak laptörténete sorolja fel. Ez a jelzés csupán a megfogalmazás eredetét és a szerzői jogokat jelzi, nem szolgál a cikkben szereplő információk forrásmegjelöléseként.